# 桂三ノ助
桂 三ノ助（かつら さんのすけ）は落語の名跡。
- 桂三之助 - 過去に存在している

桂 三ノ助（かつら さんのすけ、1971年1月21日 - ）は兵庫県神戸市出身の落語家。神戸新開地・喜楽館館長補佐。本名∶小池 直樹。

## 来歴・人物
神戸市立神陵台中学校卒業。滝川高等学校卒業。神戸学院大学経済学部卒業後、1995年に桂三枝（現：六代桂文枝）に入門。
よしもとクリエイティブ・エージェンシー所属。上方落語協会会員。オリックス・バファローズファンである。